# Pou (videojuego)
Pou es un videojuego del género de mascotas virtuales desarrollado por Paul Salameh (mencionado como Zakeh en Google Play Store). Fue lanzado para BlackBerry, iOS y  Android, y fue traducido en 16 idiomas. Su concepto es similar al de Tamagotchi, una mascota virtual creada en 1996 en Japón.
El 19 de agosto de 2015, fue anunciado en el perfil oficial de Pou en Google+ que el juego usaría un nuevo diseño 3D y que una nueva aplicación sería lanzada en verano de ese mismo año. Sin embargo, esa nueva aplicación no fue lanzada por motivos desconocidos y se siguen esperando hasta la fecha, noticias oficiales.
El 3 de diciembre de 2019 dejó de estar disponible durante unas horas, esto fue sin previo aviso por lo que los usuarios creyeron que se había eliminado permanente de Play Store. Sin embargo, horas más tarde el juego reapareció con una nueva versión.

## Desarrollo
La idea del videojuego surgió durante el año 2014 como una aplicación para cuidar una mascota virtual y personalizarla con accesorios con la obtención de monedas en minijuegos o ver anuncios. El creador, Paul Salameh, retomó el proyecto durante el 5 de agosto de 2012 añadiendo sonidos que él mismo grabó y mejorando la interacción con el juego.

## Jugabilidad
El juego consiste en poder llegar a un alto nivel, en donde se representa a Pou, una mascota con una característica similar a la de un huevo triangular, a quien se lo debe alimentar, cuidar y mantenerlo como si fuera una mascota de verdad. También hay minijuegos dentro de la aplicación y se pueden ganar monedas para comprar ropa, disfraces, mascotas, comida, decoraciones y modificaciones del entorno del juego jugando diferentes minijuegos o alcanzando los logros. También puede interactuar con otros Pous visitándolos cuando el juego está conectado a Internet o jugar con otros Pous como oponentes a través de minijuegos seleccionados como Pou-vs-Pou (PvP), usando una conexión Wi-Fi, Bluetooth, o incluso a través de Internet. Pou se hace adulto a los 20 niveles o con una poción para hacerlo crecer.

### Estructura
- Cocina: Pou debe alimentarse de cada alimento o bebidas que el jugador debe comprarle en la tienda de alimentos. Por lo tanto, se le ofrece frutas, verduras, bebidas, frituras, etc.
- Cuarto de baño: En este cuarto, Pou tiene que bañarse, pues varias veces aparecen restos de suciedad, y cuando vas al baño, le puedes limpiar con una ducha. Cuenta con una ducha para que lo enjuagues o bañes, y también te ofrece jabón para que lo enjabones.
- Cuarto de juegos: Aquí es donde Pou juega con una pelota. El usuario puede seleccionar varios minijuegos en los que este puede participar.
- Laboratorio: Pou necesita de fórmulas o sustancias para mejorar la energía, la salud, y en otros casos la alimentación y todo lo que incluye para que este pueda estar en un buen estado.
- Dormitorio: Pou necesita también descansar finalmente en su dormitorio, donde se le puede comprar ropa en la tienda, e incluso posee una lámpara para apagar la luz. En caso de que no quieras que duerma y quieres seguir disfrutando del juego sin tener que esperar, se compra una sustancia o fórmula del laboratorio para mejorar su estado y energía.
- Sala de estar: En esta sala es donde Pou encuentra otro lugar para charlar o entretenerse. Pou cuenta con la función de grabar la voz del usuario y repetir todo lo que el usuario diga (al igual que su competidor My Talking Tom); con solo activar el micrófono Pou repite todo de una manera muy graciosa y aguda. Aquí también cuenta con una puerta que lleva al usuario hacia el patio.
- Patio: Pou también juega en el patio de su casa, donde cuenta al inicio con una regadera y unas flores las cuales deben ser regadas a diario. El fondo del patio semeja el cielo, el cual cambia de color de acuerdo a la hora del dispositivo. También cuenta con una pequeña piscina, un automóvil, una portería o cancha donde juega a meter penaltis... Al verse su casa por fuera, se puede personalizar y su mascota.